# News & Review
News & Review est une série de journaux hebdomadaires gratuits publiés par Chico Community Publishing, Inc. basé à Chico, en Californie. Cette compagnie publie Chico News & Review, Sacramento News & Review ainsi que Reno News & Review.